# Orzepowice (gmina)

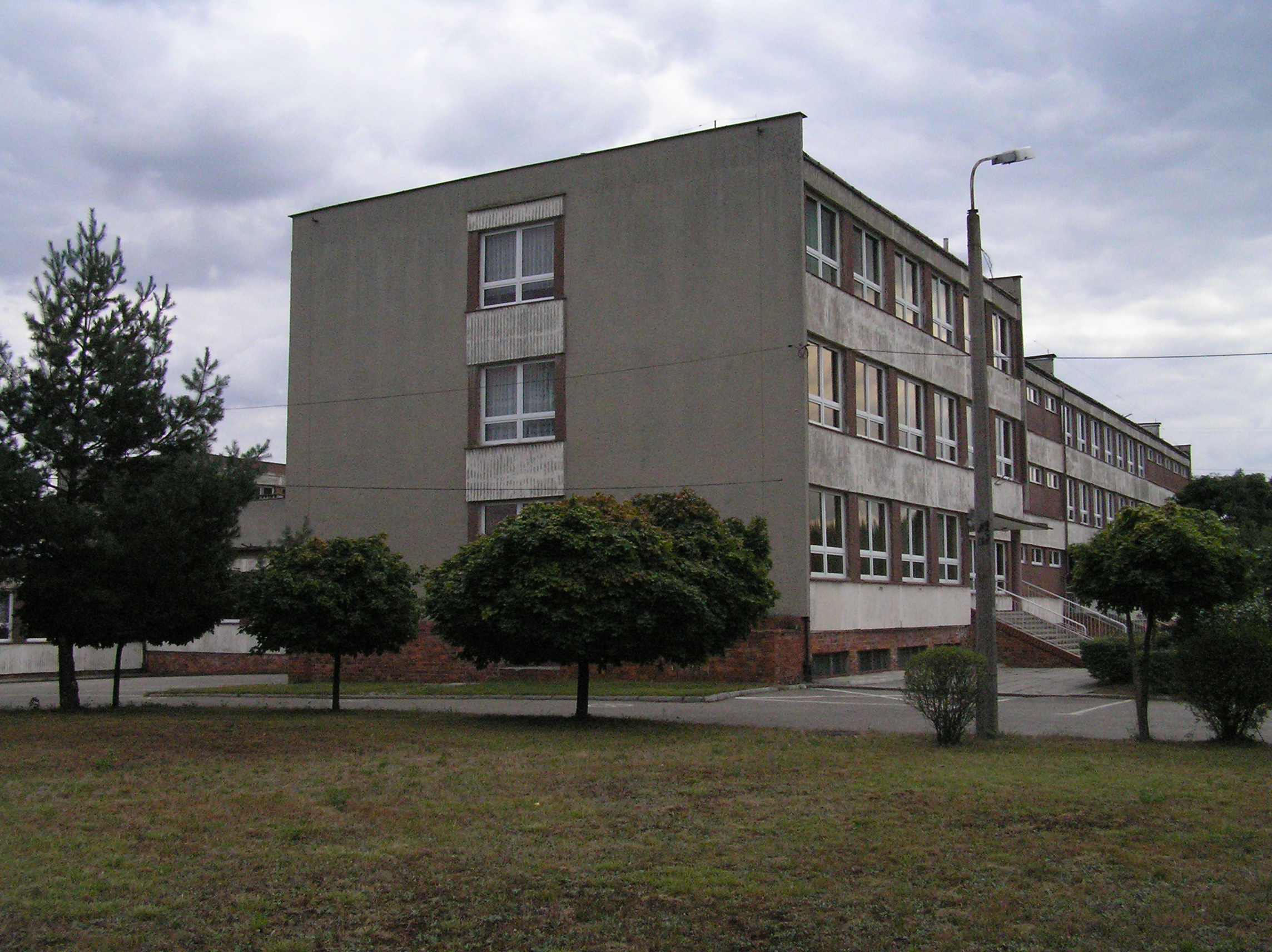
Szkoła w Orzepowicach

Orzepowice – dawna jednostkowa gmina wiejska w woj. śląskim w II RP, także figurująca w ustawodawstwie Polski Ludowej w latach 50. w woj. katowickim. Siedzibą władz gminy były Orzepowice (obecnie dzielnica Rybnika).
Jako gmina jednostkowa gmina Orzepowice funkcjonowała za II Rzeczypospolitej w latach 1922–1945 w powiecie rybnickim w woj. śląskim
1 grudnia 1945 na obszarze woj. śląskiego (z gminami jednostkowymi) utworzono gminy zbiorowe. Orzepowice weszły w skład nowo utworzonej gminy Wielopole, oprócz kolonii Wawok, którą włączono do miasta Rybnika; nie utworzono natomiast gminy zbiorowej Orzepowice.
Brak jednoznacznych informacji czy kiedykolwiek po wojnie istniała zbiorowa gmina Orzepowice. W wykazie gmin z 1946 roku Orzepowice występują nadal jako jedna z 4 gromad gminy Wielopole. Gmina Orzepowice figuruje natomiast w rozporządzeniu z 1950 roku, kiedy to część jej obszaru – kolonia Wawok (a także gmina Zamysłów oraz część gminy Wielopole) miała być włączona do Rybnika z dniem 1 stycznia 1951. Ponieważ zarówno kolonia Wawok jak i gminę Zamysłów włączono do Rybnika już 5 lat wcześniej, 1 grudnia 1945, sugeruje to że wyrażenie "gmina" w rozporządzeniu nawiązuje do jednostek przedwojennych, tzn. gmin jednostkowych Orzepowice i Zamysłów (a także Wielopole), a powtórzenie manewru administracyjnego spowodowane było koniecznością jego opublikowania w Dzienniku Ustaw (rozporządzenie z 1945 roku było opublikowane zaledwie w Śląsko-Dąbrowskim Dzienniku Wojewódzkim).